# Maria Minzenti

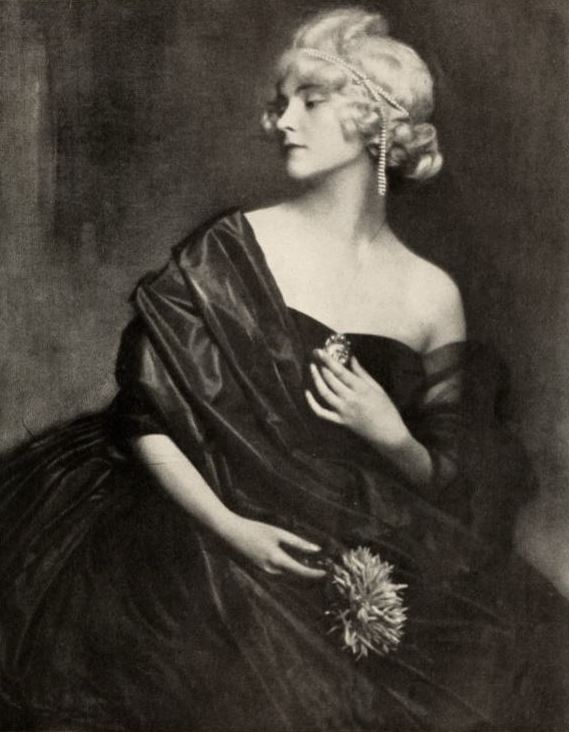
Maria Minzenti, fotografiert von Edith Barakovich

Maria Minzenti, gebürtig Maria Mindszenty, auch Maria Mindzenty und Maria Menti (* 21. Mai 1898 in Wien, Österreich-Ungarn; † 19. April 1973 in Wien, Österreich) war eine österreichische Schauspielerin und Tänzerin.

## Leben
Nach einer Ballettausbildung ging sie an die Wiener Staatsoper und wurde dort Ballerina. Ab 1920 erhielt sie auch Filmrollen. 1921 übernahm sie in Merista, die Tänzerin die Darstellung der Titelfigur, danach verkörperte sie in Haupt- und wichtigen Nebenrollen meist elegante, anmutige junge Damen.
Nach etwa einem Jahrzehnt war mit Beginn der Tonfilmzeit Minzentis Filmkarriere so gut wie beendet. Ein Comeback-Versuch mit Um ein bißchen Glück (Diagnose X) an der Seite ihres vielfachen Filmpartners Jack Mylong-Münz scheiterte 1934 am Filmverbot durch die NS-Filmzensur. 20 Jahre später stand sie noch ein letztes Mal neben Joachim Fuchsberger in der Filmkömödie Wenn ich einmal der Herrgott wär als Die Hafnerin, Pensionswirtin in Bad Aussee, vor der Kamera. Sie arbeitete weiter als Tänzerin und später Ballettmeisterin bei der Tanzbühne und unternahm einige Tourneen. Sie versuchte sich auch als Kostümbildnerin und Schriftstellerin.

## Filmografie
- 1920: Der Herzog von Reichstadt
- 1921: Die Spur im Dunkeln
- 1922: Meriota, die Tänzerin
- 1922: Die trennende Brücke
- 1922: Schach dem Leben (Der Dämon des Grand Hotel Majestic)
- 1922: Die Welt in Gefahr
- 1922: Der Favorit der Königin
- 1923: Das Abenteuer von Sagossa
- 1924: Der Weg zu Gott
- 1924: Das blonde Hannele
- 1925: Aus der Jugendzeit klingt ein Lied
- 1925: In den Sternen steht es geschrieben
- 1925: Das Parfüm der Mrs. Worrington
- 1925: Das Abenteuer einer Brautnacht
- 1925: Venezianische Liebesabenteuer
- 1925: Dein Begehren ist Sünde
- 1926: Marccos tollste Wette
- 1926: Der siebente Junge
- 1926: Der Feldherrnhügel
- 1926: Die Unschuld ohne Kleid
- 1926: Unsere Emden
- 1926: Die Villa im Tiergarten
- 1927: Einer gegen alle
- 1927: Stolzenfels am Rhein
- 1927: Ein Tag der Rosen im August … da hat die Garde fortgemußt
- 1927: Die heilige Lüge
- 1928: Der Piccolo vom Goldenen Löwen
- 1928: Was ist los mit Nanette?
- 1930: Die Csikosbaroneß
- 1930: Wenn die Abendglocken läuten
- 1933: Um ein bißchen Glück (Diagnosa X)
- 1954: Wenn ich einmal der Herrgott wär